# Puklina
Puklina is een geslacht van vliesvleugeligen uit de familie Eulophidae. De wetenschappelijke naam van dit geslacht is voor het eerst geldig gepubliceerd in 1991 door Graham.

## Soorten
Het geslacht Puklina omvat de volgende soorten:
- Puklina amblyteles Graham, 1991
- Puklina asphodelinae Boyadzhiev, 2003
- Puklina depilata Graham, 1991
- Puklina dillerae Doganlar, 1993
- Puklina gelincika Doganlar, 1993